# Gerhard Schiedermair

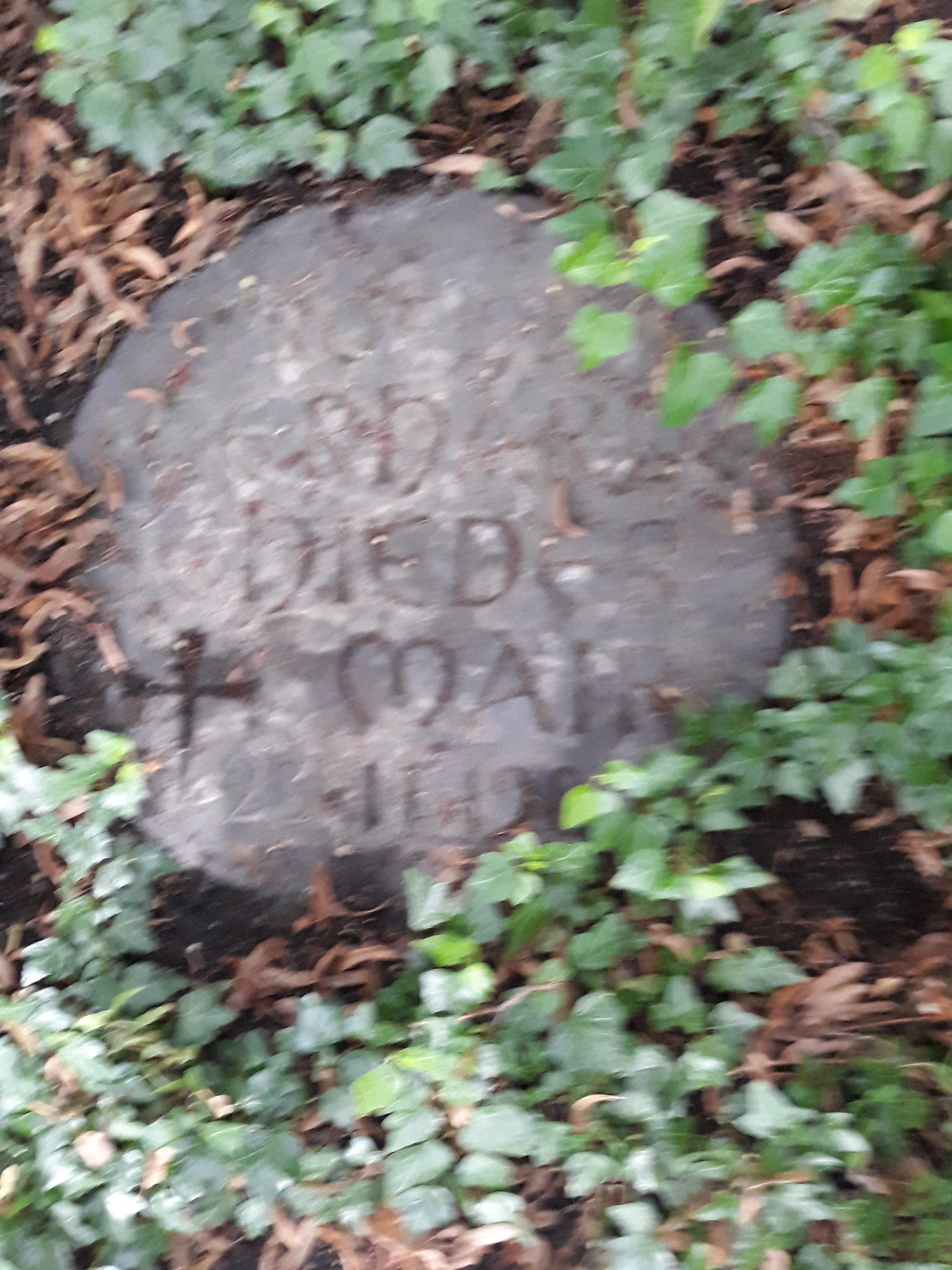
Das Grab von Gerhard Schiedermair auf dem Burgfriedhof Bad Godesberg in Bonn

Gerhard Schiedermair (* 27. Juni 1906 in Marburg; † 23. November 1986 in Bad Godesberg) war ein deutscher Jurist und Hochschullehrer an der Johann Wolfgang Goethe-Universität Frankfurt am Main.

## Leben

### Werdegang
Schiedermair wuchs in Bonn auf, wo er später an der Universität Bonn Rechtswissenschaften studierte. Nach seinem ersten juristischen Staatsexamen 1927 fungierte er als wissenschaftlicher Mitarbeiter von Hans Dölle, nach seinem Zweiten Staatsexamen als dessen wissenschaftlicher Assistent. Zwischenzeitlich promovierte Schiedermair bei Dölle zum Dr. iur. (1929). Anschließend arbeitete Schiedermair nach seinem Zweiten Staatsexamen als wissenschaftlicher Assistent bei Dölle und zeitgleich als Richter am Amtsgericht Bonn. Mit seiner Habilitation 1933 erwarb er die venia legendi für die Fächer Bürgerliches Recht und Zivilprozessrecht.
In der Folge hatte Schiedermair im Wintersemester 1934/35 einen Lehrstuhl an der Universität Gießen vertreten. Danach war er ab 1936 zunächst als außerordentlicher, ab 1940 als ordentlicher Professor an der Handelshochschule Königsberg. Im selben Jahr wechselte er als Professor an die dortige Universität, wo er bald darauf zum Dekan der rechtswissenschaftlichen Fakultät gewählt wurde. 1943 wechselte er als Nachfolger von Fritz von Hippel an die Universität Frankfurt am Main, wo er ebenfalls kurz nach seiner Berufung zum Dekan der rechtswissenschaftlichen Fakultät gewählt wurde. Nach Ableistung des Wehrdienstes und dem Ende des Zweiten Weltkrieges kehrte er nach Frankfurt zurück und half an der Seite anderer Professoren beim Wiederaufbau der Universität mit. Dort hatte er bis zu seiner Emeritierung 1971 den Lehrstuhl für Bürgerliches Recht und Zivilprozessrecht inne. 1961 lehnte er die Wahl zum Rektor der Universität Frankfurt am Main ab.
Zu Schiedermairs habilitierten Schülern zählen unter anderem Wolfram Müller-Freienfels, Othmar Jauernig, Gerhard Lüke, Wolfgang Münzberg, Herbert Fenn, Udo Kornblum, Peter Arens und Peter Gilles.

### Familie
Gerhard Schiedermair war der Sohn des Musikwissenschaftlers Ludwig Schiedermair. 1931 heiratete er Imogen Baum, die Schwester von Doris Baum. Die Juristen Manfred und Hartmut Schiedermair sind deren Söhne, der Pianist Valentin Schiedermair ist sein Enkel. Ihre Tochter Susanne war verheiratet mit dem Rechtshistoriker Wilhelm Simshäuser.

## Veröffentlichungen (Auswahl)
- Das Anwendungsgebiet des § 162 BGB. Röhrscheid, Bonn 1929 (Dissertation).
- Vereinbarungen im Zivilprozeß. Röhrscheid, Bonn 1935 (Habilitationsschrift).